# Frammenti (Rossana Casale)
Frammenti è un album in studio della cantante italiana Rossana Casale pubblicato dalla PolyGram nel 1989.

## Tracce
1. Didin
2. Zaffiro rosa
3. Alfreds
4. Somebody Must Know
5. L'incanto
6. Un piccolo aiuto
7. Aspettarti
8. Gente sospesa
9. Let me in
10. A tu per tu